# Beau Nash

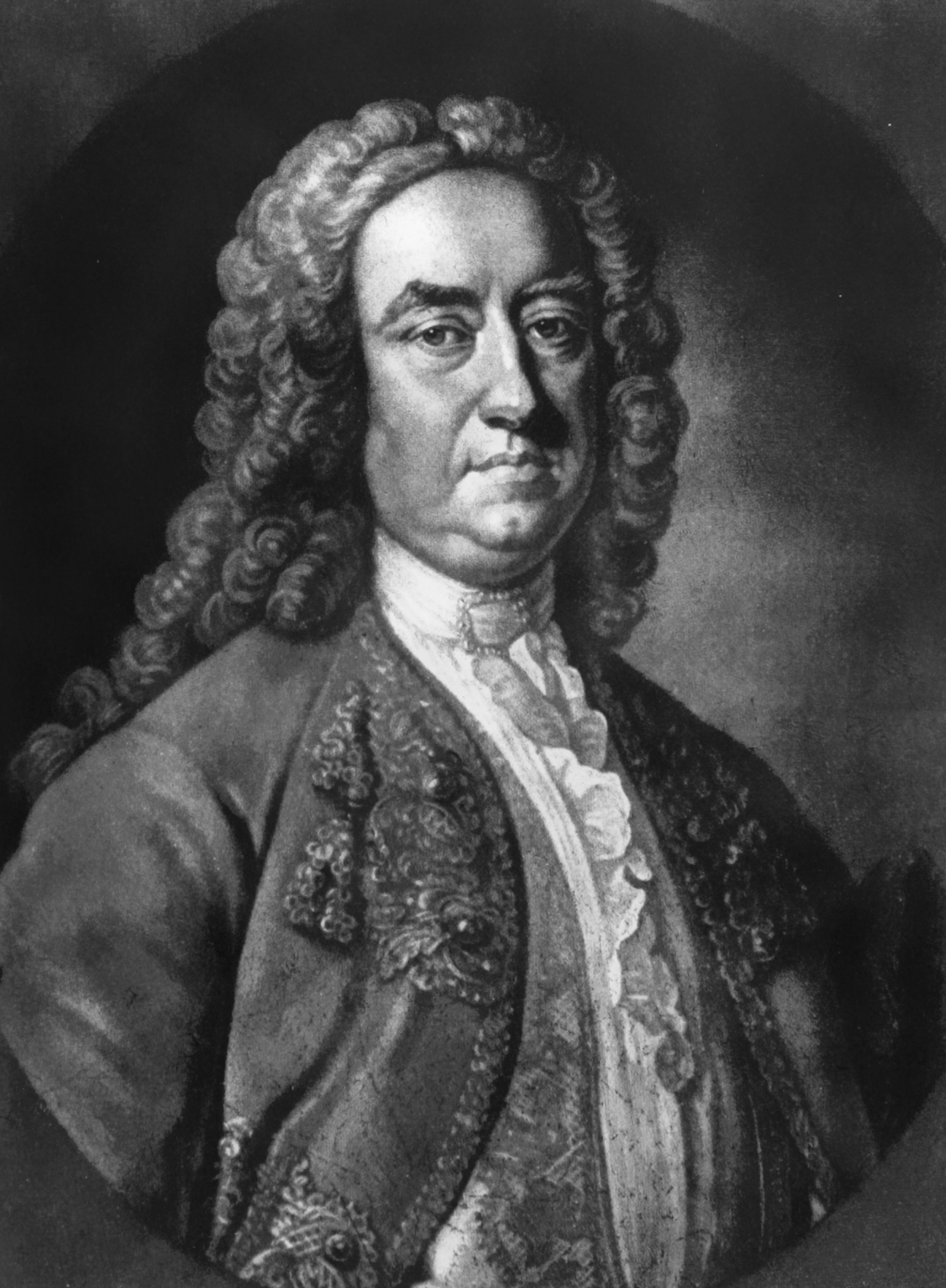
Beau Nash

Richard Nash (ur. 18 października 1674, zm. 3 lutego 1762) – lepiej znany jako "piękny Nash" (Beau Nash) – angielski dandys. Jego następcą w XIX wieku w roli arbitra elegancji był Beau Brummell.
Gdy stwierdził, że nie dla niego kariera wojskowa, zarabiał na życie grą hazardową. W 1702 r. został "mistrzem ceremonii" ("Master of Ceremonies") w angielskim kurorcie Bath. To nieoficjalne stanowisko piastował do końca życia.
Uczynił z Bath jedno z najbardziej eleganckich, najmodniejszych i najbardziej ekskluzywnych miejsc na świecie. Nie był adonisem, jednak jego czar osobisty przyniósł mu powodzenie w sprawach sercowych. Był znany ze wspaniałomyślności. Pomagał innym, a niektórym, których ograł zwracał większość należnej mu wygranej, by nie popadli w rozpacz.